# Warstwiak guzkowaty
Warstwiak guzkowaty (Daldinia petriniae Y.M. Ju, J.D. Rogers & F. San Martín) – gatunek grzybów z rodziny Hypoxylaceae.

## Systematyka i nazewnictwo
Pozycja w klasyfikacji według Index Fungorum: Daldinia, Hypoxylaceae, Xylariales, Xylariomycetidae, Sordariomycetes, Pezizomycotina, Ascomycota, Fungi.
Po raz pierwszy opisali go w 1997 r. Y.M. Ju, J.D. Rogers, F. San Martín i nadana przez nich nazwa naukowa jest aktualna. Polską nazwę zarekomendowała Komisja ds. Polskiego Nazewnictwa Grzybów przy Polskim Towarzystwie Mykologicznym w 2024 r.

## Morfologia i rozmnażanie
Podkładka
Mają wymiary 1–4 × 1–5 × 1–2,5 cm, występują pojedynczo lub w grupach, początkowo są prawie półkuliste, następnie półkuliste z zagłębieniem lub poduszeczkowate z nieregularnymi bocznymi wgłębieniami. Istnieją również formy, które w młodym wieku są prawie maczugowate, lub które urosły razem i są wydłużone, nieregularnie ściśnięte lub prawie bulwiaste. Powierzchnia niedojrzałych podkładek jest czarna i pokryta różowobrązowymi konidiami. W trakcie dalszego rozwoju powierzchnia staje się szorstka, a z punktów wystają ostiole. Podkładki są beztrzonowe lub mają niewielką podstawę przypominająca podest. Perytecja są jednorzędowe, czasami także z dwu- i trójrzędową ektostromą. Po dojrzeniu zarodników górne pasma galaretowatej endostromy są białawe, a później wysychają do jednolitych, ciemnoszarych do jasnobrązowych stref; stosunek jasnych i ciemnych pasm wynosi ok. 2–3 : 1. Z wiekiem struktura endostromy staje się krucha.
Budowa mikroskopowa
Worki 75–90 × 10–11 μm, aparat apikalny o szerokości 3, 5–4 μm i wysokości 0,1 μm, w kształcie pierścienia, amyloidalny. Askospory 12–15 × 6–7 0,5(8) μm, asymetrycznie elipsoidalne o zwężających się końcach, pora rostkowa prosta, rozciągająca się na całej długości zarodników po stronie wypukłej. Występują annelokonidia.
Gatunki podobne
Blisko spokrewniony i podobny jest Daldinia childiae. Obydwa te gatunki w młodych podkładkach wytwarzają pigmenty o żółtawej lub miodowej barwie. Daldinia pyrenaica odróżnia się od D. childiae tendencją do tworzenia podstawek maczugowatych z trzonem, jak również wyraźnymi wybrzuszeniami perytecjów i rozmiarami askospor i konidiów.

## Występowanie i siedlisko
Podano stanowiska w Ameryce Północnej i Europie. Występuje również w Polsce, a najbardziej aktualne stanowiska podaje internetowy atlas grzybów. Znajduje się w nim na liście gatunków zagrożonych i wartych objęcia ochroną.
Saprotrof rosnący na martwym drewnie, zwłaszcza w nadrzecznych lasach łęgowych na olszach szarych, olszach zielonych, olszach rombolistnych, czasami także na grabach.